# ميريل إم. فلوود
ميريل إم. فلوود (بالإنجليزية: Merrill M. Flood)‏ هو رياضياتي أمريكي، ولد في 1908، وتوفي في 1991.